# ترچووا
ترچووا (اسلوونیایی: Trčova) یک زیستگاه انسانی در اسلوونی است که در ماریبور واقع شده‌است.

## خصوصیات
ترچووا ۲٫۰۱ کیلومترمربع مساحت و ۶۸۷ نفر جمعیت دارد و ۲۷۷٫۴ متر بالاتر از سطح دریا واقع شده‌است.